# 尤莉亞·卡里莫娃
尤莉亞·卡里莫娃（Yulia Karimova，1994年4月22日—）生於俄羅斯烏德穆爾特共和國伊熱夫斯克，是一名俄羅斯射擊運動員，主攻步槍項目，曾獲得2018年世界射擊錦標賽女子50公尺步槍三姿冠軍。

## 外部連結
- ISSF （页面存档备份，存于）